# Necówka

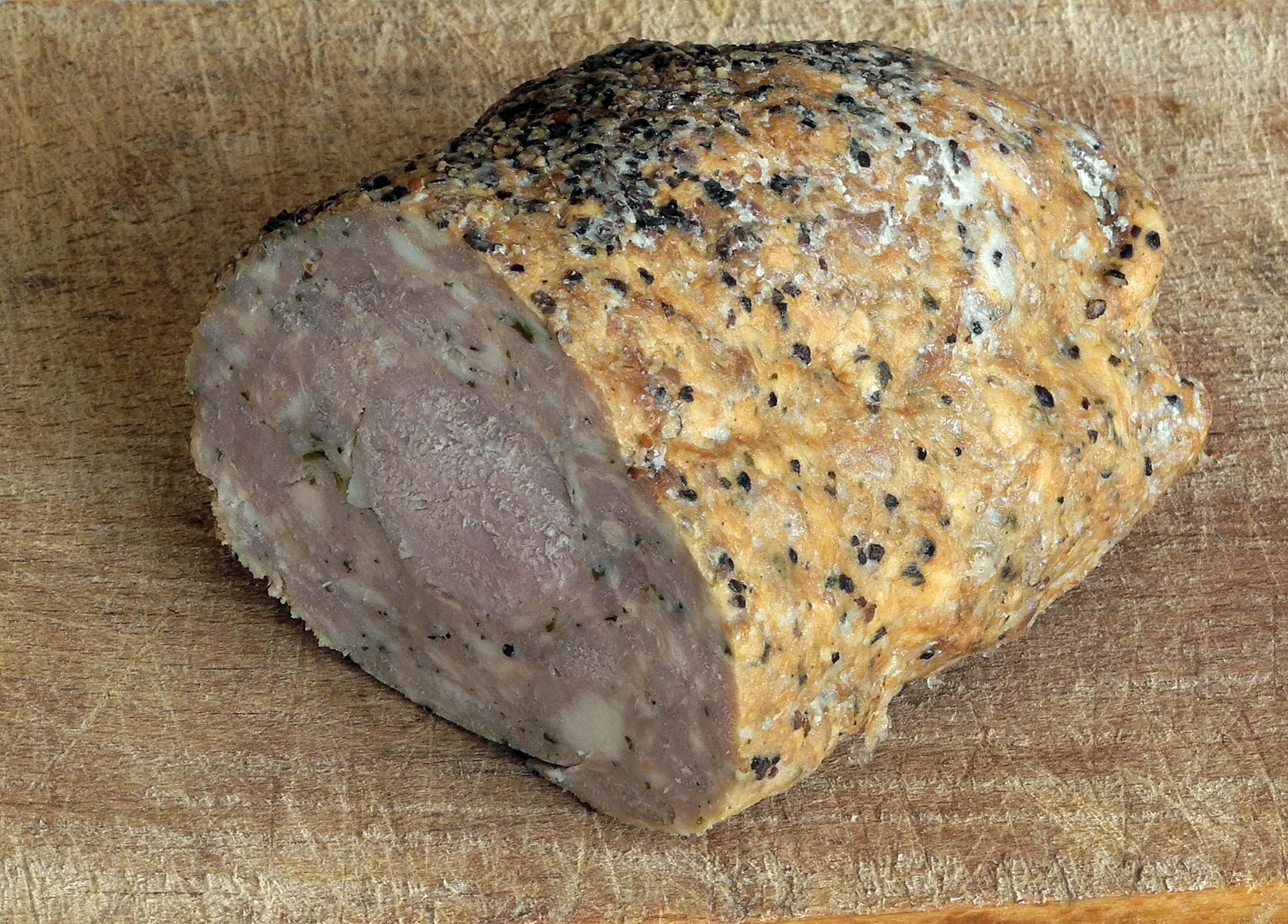
Necówka

Necówka (nec) – regionalny rodzaj pieczeni wytwarzany na terenie Śląska Cieszyńskiego, wyrób wędliniarski zaliczany do wyrobów średniorozdrobnionych. Jest to polędwiczka wieprzowa umieszczona w klopsie a następnie owinięta necem (tzn. wieprzową siatką otrzewną) i upieczona. Gotowy wyrób ma kształt owalny i ok. 20 cm długości.
Masa na klops składa się z: mielonego mięsa wieprzowego, posiekanej cebuli, czosnku, białek jaj i przypraw (soli, pieprzu, gałki muszkatołowej i kminku).
Necówka była tradycyjną potrawą podawaną na uroczyste okazji takie jak świniobicie czy też podczas wesel. W lutym 2008 została wpisana na listę produktów tradycyjnych jako „Nec / necówka – polędwica w otrzewnej”. 